# Raluca Olaru
Ioana Raluca Olaru (Bucarest, 3 de març de 1989) és jugadora de tennis romanesa. Va guanyar nou títols de dobles en el circuit WTA.
Va tenir una prometedora carrera en categoria júnior arribant a ser finalista en les proves individual i de dobles al Roland Garros (2005), i guanyadora del US Open en dobles (2006).

## Biografia
Filla d'Adrian i Doina, té una germana 16 anys més gran anomenada Cristina. Es va graduar l'any 2007 i parla amb fluència anglès, francès i castellà.

## Palmarès

### Individual: 1 (0−1)
| Resultat  | Núm. | Data                 | Torneig              | Superfície   | Oponent         | Marcador |
| --------- | ---- | -------------------- | -------------------- | ------------ | --------------- | -------- |
| Finalista | 1.   | 26 de juliol de 2009 | Bad Gastein, Àustria | Terra batuda | Andrea Petkovic | 2−6, 3−6 |

### Dobles femenins: 24 (11−13)
| Abans de 2009                             | 2009 − 2020             | Després de 2021 |
| ----------------------------------------- | ----------------------- | --------------- |
| Grand Slam (0−0)                          |                         |                 |
| WTA Tour Championships / WTA Finals (0−0) |                         |                 |
| Tier I (0−0)                              | Premier Mandatory (0−0) | WTA 1000 (0−0)  |
| Tier II (0−0)                             | Premier 5 (0−1)         | WTA 1000 (0−0)  |
| Tier III (0−1)                            | Premier (0−1)           | WTA 500 (1−1)   |
| Tier IV / V (1−0)                         | International (8−8)     | WTA 250 (1−1)   |

| Títols per superfície |
| --------------------- |
| Dura (7−5)            |
| Gespa (1−0)           |
| Terra batuda (4−7)    |

| Resultat   | Núm. | Data                   | Torneig                 | Superfície       | Parella            | Oponents                             | Marcador            |
| ---------- | ---- | ---------------------- | ----------------------- | ---------------- | ------------------ | ------------------------------------ | ------------------- |
| Finalista  | 1.   | 5 de juliol de 2008    | Budapest, Bulgària      | Terra batuda     | Vanessa Henke      | Alizé Cornet Janette Husárová        | 7−6(5), 1−6, [6−10] |
| Guanyadora | 1.   | 5 d'octubre de 2008    | Taixkent, Uzbekistan    | Dura             | Olga Savchuk       | Nina Bratchikova Kathrin Wörle       | 5−7, 7−5, [10−7]    |
| Guanyadora | 2.   | 26 de febrer de 2011   | Acapulco, Mèxic         | Dura             | Maria Korítseva    | A. Parra Santonja L. Domínguez Lino  | 5−7, 7−5, [10−7]    |
| Finalista  | 2.   | 14 d'abril de 2013     | Katowice, Polònia       | Terra batuda (i) | Valeria Solovyeva  | Lara Arruabarrena L. Domínguez Lino  | 4−6, 5−7            |
| Guanyadora | 3.   | 15 de juny de 2013     | Nuremberg, Alemanya     | Terra batuda     | Valeria Solovyeva  | Anna-Lena Grönefeld Květa Peschke    | 2−6, 7−6(3), [11−9] |
| Finalista  | 3.   | 24 de maig de 2014     | Nuremberg               | Terra batuda     | Shahar Pe'er       | Michaëlla Krajicek Karolína Plísková | 0−6, 6−4, [6−10]    |
| Finalista  | 4.   | 27 de juliol de 2014   | Bakú, Azerbaidjan       | Dura             | Shahar Pe'er       | Alexandra Panova Heather Watson      | 2−6, 6−7(3)         |
| Guanyadora | 4.   | 12 d'octubre de 2014   | Linz, Àustria           | Dura (i)         | Anna Tatishvili    | Annika Beck Caroline Garcia          | 6−2, 6−1            |
| Finalista  | 5.   | 23 de maig de 2015     | Nuremberg (2)           | Terra batuda     | Lara Arruabarrena  | Chan Hao-ching A. Medina Garrigues   | 4−6, 6−7(5)         |
| Finalista  | 6.   | 29 d'abril de 2016     | Rabat, Marroc           | Terra batuda     | Tatjana Maria      | Xenia Knoll Aleksandra Krunić        | 3−6, 0−6            |
| Guanyadora | 5.   | 1 d'octubre de 2016    | Taixkent (2)            | Dura             | İpek Soylu         | Demi Schuurs Renata Voráčová         | 7−5, 6−3            |
| Finalista  | 7.   | 7 de gener de 2017     | Shenzhen, Xina          | Dura             | Olga Savchuk       | Andrea Hlaváčková Peng Shuai         | 1−6, 5−7            |
| Guanyadora | 6.   | 14 de gener de 2017    | Hobart, Austràlia       | Dura             | Olga Savchuk       | Gabriela Dabrowski Yang Zhaoxuan     | 0−6, 6−4, [10−5]    |
| Guanyadora | 7.   | 23 de juliol de 2017   | Bucarest, Romania       | Terra batuda     | Irina-Camelia Begu | Elise Mertens Demi Schuurs           | 6−3, 6−3            |
| Guanyadora | 8.   | 4 de maig de 2018      | Rabat                   | Terra batuda     | Anna Blinkova      | G. García Pérez Fanny Stollár        | 6−4, 6−4            |
| Guanyadora | 9.   | 26 de maig de 2018     | Estrasburg, França      | Terra batuda     | Mihaela Buzărnescu | Nadia Kitxenok Anastasia Rodiónova   | 7−5, 7−5            |
| Finalista  | 8.   | 29 de setembre de 2018 | Taixkent                | Dura             | Irina-Camelia Begu | Olga Danilović Tamara Zidanšek       | 5−7, 3−6            |
| Finalista  | 9.   | 19 d'octubre de 2018   | Moscou, Rússia          | Dura (i)         | Darija Jurak       | Alexandra Panova Laura Siegemund     | 2−6, 6−7(2)         |
| Finalista  | 10.  | 16 d'agost de 2020     | Praga, República Txeca  | Terra batuda     | Monica Niculescu   | Lucie Hradecká Kristýna Plíšková     | 2−6, 2−6            |
| Finalista  | 11.  | 20 de setembre de 2020 | Roma, Itàlia            | Terra batuda     | Anna-Lena Friedsam | Hsieh Su-wei Barbora Strýcová        | 2−6, 2−6            |
| Guanyadora | 10.  | 21 de març de 2021     | Sant Petersburg, Rússia | Dura (i)         | Nadia Kitxenok     | Kaitlyn Christian Sabrina Santamaria | 2−6, 6−3, [10−8]    |
| Finalista  | 12.  | 26 de juny de 2021     | Bad Homburg, Alemanya   | Gespa            | Nadia Kitxenok     | Darija Jurak Andreja Klepač          | 3−6, 1−6            |
| Guanyadora | 11.  | 28 d'agost de 2021     | Chicago, Estats Units   | Dura             | Nadia Kitxenok     | Liudmila Kitxenok Makoto Ninomiya    | 7−6(6), 5−7, [10−8] |
| Finalista  | 13.  | 24 d'octubre de 2021   | Moscou (2)              | Dura (i)         | Nadia Kitxenok     | Jeļena Ostapenko Kateřina Siniaková  | 2−6, 6−4, [8−10]    |

## Trajectòria

### Dobles femenins
| Open d'Austràlia | 1R  | A           | 2R          | 1R          | A   | A           | 2R          | 1R          | 2R | 2R          | 2R          | 1R          | 1R          | 2R | 2R | 0 / 12 | 7 – 12 |
| Roland Garros | 1R  | A           | 1R          | A           | A   | A           | 1R          | 1R          | 1R | QF          | 1R          | 1R          | 1R          | 2R | 1R | 0 / 11 | 4 – 11 |
| Wimbledon | A   | A           | A           | A           | A   | 2R          | 1R          | 1R          | 1R | 1R          | 1R          | A           | NC          | 3R | 3R | 0 / 8  | 5 – 8  |
| US Open | A   | 1R          | A           | A           | A   | A           | 1R          | 3R          | 1R | 1R          | 2R          | 2R          | 1R          | 3R | 1R | 0 / 10 | 6 – 10 |
| Jocs Olímpics | A   | No celebrat | No celebrat | No celebrat | A   | No celebrat | No celebrat | No celebrat | A  | No celebrat | No celebrat | No celebrat | No celebrat | 2R | NC | 0 / 1  | 1 – 1  |
| Rànquing a final d'any | 154 | 96          | 92          | 122         | 129 | 73          | 55          | 54          | 73 | 36          | 44          | 48          | 43          | 46 |    |        |        |
| Llegenda: G: Guanyadora; F: Finalista; SF: Semifinalista; QF: Quarts de final; Q: Qualificació; A: Absent; RR: Round Robin; |     |             |             |             |     |             |             |             |    |             |             |             |             |    |    |        |        |

### Dobles mixts
| Open d'Austràlia | A  | A  | A  | A  | A  | 0 / 0 | 0 – 0 |
| Roland Garros | A  | A  | A  | A  | 2R | 0 / 1 | 1 – 1 |
| Wimbledon | 3R | 1R | 2R | 2R | QF | 0 / 5 | 7 – 5 |
| US Open | A  | A  | 2R | QF | 2R | 0 / 3 | 4 – 3 |
| Llegenda: G: Guanyadora; F: Finalista; SF: Semifinalista; QF: Quarts de final; Q: Qualificació; A: Absent; RR: Round Robin; |    |    |    |    |    |       |       |